# 前田隆秀
前田 隆秀（まえだ たかひで）は、日本の歯学者・歯科医師。学位は、歯学博士（日本大学・1977年）（学位論文「モアレ等高縞による小児の口蓋容積の研究」）。日本大学松戸歯学部小児歯科学講座教授。

## 経歴
1973年、日本大学歯学部卒業、1977年同大学院修了。以後、自治医科大学助手、東京医科歯科大学医員、日本大学歯学部助手、講師、松戸歯学部助教授を経て1995年より松戸歯学部教授。
1977年、日本大学より歯学博士の学位を得る。学位論文の題は「モアレ等高縞による小児の口蓋容積の研究」。

## 著書
- 石川達也、大竹博明、熊﨑護、前田隆秀、松井恭平、松浦正朗、谷田部賢一 著、全国歯科衛生士教育協議会 編『歯科診療補助 歯科器械の知識と取り扱い』医歯薬出版〈新歯科衛生士教本〉、1996年3月。ISBN 978-4-263-42737-8。
- 鈴木康生、大東道治、田村康夫、前田隆秀、真柳秀昭、本川渉、内村登、小口春久 著、赤坂, 守人、西野, 瑞穂、佐々, 龍二 編『小児歯科学』医歯薬出版、1996年4月。
- 前田隆秀 他 著、伊藤公一、小野芳明、齊藤力、鈴木尚、高橋英登、宮地建夫、向井美惠、安井利一 編『歯と口の健康百科 家族みんなの健康のために』医歯薬出版、1998年7月。ISBN 978-4-263-45400-8。
- 赤坂守人、大東道治、前田隆秀、宮沢裕夫『小児歯科基礎･臨床実習マニュアル』医歯薬出版、1999年3月20日。ISBN 978-4-263-45434-3。
- 前田隆秀 他『子どものための歯と口の健康づくり』監修 安井利一、医歯薬出版、2000年5月20日。ISBN 978-4-263-45471-8。
- 内村登、前田隆秀、宮澤裕夫、渡部茂『スタンダード小児歯科学』学建書院、2001年11月12日。ISBN 978-4-7624-0628-7。
- 前田隆秀 他 著、赤坂, 守人、佐々, 龍二、西野, 瑞穗 編『小児歯科学』（第2版）医歯薬出版、2002年3月20日。ISBN 978-4-263-45520-3。
- 前田隆秀 他 著、黒﨑紀正、住友雅人、小口春久、飯田順一郎、岡野友宏、古郷幹彦 編『イラストレイテッド・クリニカルデンティストリー4 小児歯科疾患・口腔病変・不正咬合』医歯薬出版、2002年6月20日。ISBN 978-4-263-40614-4。
- 前田隆秀 著「臨床編 1章 歯内療法 2 歯内歯」、新井嘉則 編『歯科用小型X線CTによる3次元画像診断と治療　CD－ROM付』監修 篠田宏司、医歯薬出版、2003年1月25日。ISBN 978-4-263-44147-3。
- 前田隆秀、朝田芳信、田中光郎、土屋友幸、宮沢裕夫、渡部茂『小児の口腔科学』学建書院、2005年3月。ISBN 978-4762406461。
- 前田隆秀 他 著、日本小児歯科学会 編『親と子の健やかな育ちに寄り添う　乳幼児の口と歯の健診ガイド』医歯薬出版、2005年5月20日。ISBN 978-4-263-44195-4。
- 前田隆秀 編『小児歯科マニュアル』（第4版）南山堂〈歯科マニュアルシリーズ〉、2005年12月1日。ISBN 9784525828141。
- 藤井彰、秋元芳明、池田英治、伊藤公一、嶋田昌彦、須田英明、千田彰、前田隆秀 著、藤井彰 編『歯科領域における偶発症の予防とその対策』クインテッセンス出版、2005年12月。ISBN 978-4-87417-883-6。
- 大東, 道治、土屋, 友幸、前田, 隆秀 ほか 編『小児歯科学基礎・臨床実習』医歯薬出版、2008年3月20日。ISBN 978-4-263-45613-2。
- 前田隆秀、朝田芳信、木本茂成、田中光郎、土屋友幸、宮沢裕夫、渡部茂 編『小児の口腔科学』（第2版）学建書院、2009年3月20日。ISBN 978-4-7624-1646-0。
- 前田隆秀 他 著、日本小児歯科学会 編『親と子の健やかな育ちに寄り添う　乳幼児の口と歯の健診ガイド』（第2版）医歯薬出版、2012年5月10日。ISBN 978-4-263-44364-4。
- 高木, 裕三、前田, 隆秀、田村, 康夫 編『子どもの歯に強くなる本』監修 木村光孝（新装版）、クインテッセンス出版〈QUINT KICK-OFF LIBRARY〉。ISBN 978-4-7812-0292-1。
- 前田隆秀、朝田芳信、尾崎正雄、田中光郎、福田理、宮沢裕夫、渡部茂『小児の口腔科学』（第3版）学建書院、東京都文京区、2013年3月20日。ISBN 978-4-7624-2646-9。 NCID BB12053898。
- 高木, 裕三、前田, 隆秀、田村, 康夫 ほか 編『乳歯列期における外傷歯の診断と治療』監修 木村光孝（第2版）、クインテッセンス出版、2013年9月10日。ISBN 978-4-7812-0332-4。 NCID BB13496001。
- 前田, 隆秀、福田, 理、白川, 哲夫 ほか 編『小児歯科学基礎・臨床実習』（第2版）医歯薬出版、2014年10月。ISBN 978-4-263-45782-5。

## 所属団体
- 日本小児歯科学会 副会長[1]
- 日本顎関節学会 元理事[1]
- 日本障害者歯科学会 元理事[1]
- 日本外傷歯学会 理事[4]
- 日本大学歯学会 理事[1]
- 日本大学口腔科学会 理事[1]
- 歯科基礎医学会[1]
- 日本歯科麻酔学会[1]
- 日本小児保健協会評議員[1]
- 日本人類遺伝学会[1]
- 国際外傷歯学会[1]
- 国際歯科研究学会[1]
- 国際歯科研究学会日本部会 評議員[1]

| 学職                                           | 学職                                                                     | 学職                                                                      |
| ---------------------------------------------- | ------------------------------------------------------------------------ | ------------------------------------------------------------------------- |
| 先代 宮沢裕夫 第44回 2006年 まつもと市民芸術館 | 日本小児歯科学会大会 大会長 第45回 2007年 タワーホール船堀               | 次代 渡部茂 第46回 2006年 大宮ソニックシティ                              |
| 先代 夏目長門 第24回 2012年 愛知学院大学       | 日本小児口腔外科学会総会・学術大会 大会長 第25回 2013年 タワーホール船堀 | 次代 今井裕 第26回 2014年 ホテルサンシャイン宇都宮 栃木県総合文化センター |